# چشمان جهان
چشمان جهان (انگلیسی: The Eyes of the World) فیلمی در ژانر درام به کارگردانی هنری کینگ است که در سال ۱۹۳۰ منتشر شد.

## بازیگران
- Eulalie Jensen در نقش Mrs. Rutledge
- هیو هانتلی در نقش James Rutledge
- مایرا هوبرت در نقش Myra
- فلورنس رابرتس در نقش The Maid
- یونا مرکل در نقش Sybil
- نانسی اونیل در نقش Myra
- John Holland در نقش Aaron King
- فرن آندرا در نقش Mrs. Taine
- فردریک بورت در نقش Conrad La Grange
- براندون هورست در نقش Mr. Taine
- ویلیام جفری در نقش Bryan Oakley